# Tupanari
Tupanari (cyr. Тупанари) – wieś w Bośni i Hercegowinie, w Republice Serbskiej, w gminie Šekovići. W 2013 roku liczyła 149 mieszkańców.